# Rafael Suárez Solís
Rafael Suárez Solís (Avilés, 29 de agosto de 1881-La Habana, 27 de octubre de 1968) fue un crítico, dramaturgo y periodista español.

## Biografía
Bautizado como Rafael Benito Agustín Suárez Solís en la ciudad de Avilés, donde estudió la primera enseñanza y el bachillerato, teniendo como profesor a Marcos del Torniello. Posteriormente, influenciado por su padre, inicia los estudios de Ingeniería en la Universidad de Oviedo, para acabar ejerciendo de periodista hasta el final de sus días. Emigró a Cuba en 1907, donde colaboró y llegó a dirigir varios periódicos. Crítico y articulista, cultivó también otros géneros como el teatro y la novela. En su obra las reminiscencias a Avilés son constantes, no en vano su novela Un pueblo donde no pasaba nada; novela del tiempo quieto (1962), se desarrolla en Avilés.

## Obras
Teatro:
- Barrabás. Diez estampas románticas (1944).
- Camino de Cementerio (1954).
- El loco del año (1946).
- Las tocineras (1952).
- El Señor Milímetro (1945).
- El hombre es un adorno (1947).
- La rebelión de las canas (1948).

Novela:
- Un pueblo donde no pasaba nada; novela del tiempo quieto (1962), cuya trama se desarrolla en su pueblo natal, Avilés.